# Mesechinus
Mesechinus es un género de erizos originarios de las estepas centroasiáticas de Rusia, Mongolia y China (y aquí también en los montanos subtropicales de Yunnan).

## Especies
Se reconocen las siguientes:
- Mesechinus dauuricus (Sundevall, 1842) - Erizo del Gobi.
- Mesechinus hughi (Thomas, 1908) - Erizo de Hugh
- Mesechinus miodon He, Jiang & Ai, 2018[2] - Erizo del bosque de Gaoligong.
- Mesechinus orientalis Shi, Yao, He, Bai, Zhou, Fan, Su, Nie, Yang, Onditi, Jiang et Chen, 2023[3] - Erizo de bosque oriental
- Mesechinus wangi Thomas, 1908 - Erizo de bosque de dientes pequeños.